# ساندي ماكنزي
ساندي ماكنزي (بالإنجليزية: Sandy Mackenzie)‏ هو سياسي أسترالي، ولد في 29 أغسطس 1941 في ملبورن في أستراليا. حزبياً، نشط في الحزب الوطني الأسترالي. وقد انتخب عضو مجلس النواب الأسترالي عن دائرة Division of Calare ‏ (13 ديسمبر 1975 – 5 مارس 1983).